# Misenita
La misenita és un mineral de la classe dels sulfats. Rep el seu nom de la seva localitat tipus, el cap Miseno, a prop de Nàpols, Itàlia.

## Característiques
La misenita és un sulfat de fórmula química K₈H₆(SO₄)₇. Cristal·litza en el sistema monoclínic. Els cristalls són aciculars o en forma de llistons, allargats al llarg de [100] i aplanats en {001}, de més de 3 mil·límetres, en masses fibroses i agregats. És soluble en H₂O, i la solució té un gust amarg i àcid.
Segons la classificació de Nickel-Strunz, la misenita pertany a «07.AD - Sulfats (selenats, etc.) sense anions addicionals, sense H₂O, amb cations grans només» juntament amb els següents minerals: arcanita, mascagnita, mercal·lita, letovicita, glauberita, anhidrita, anglesita, barita, celestina, olsacherita, kalistroncita i palmierita.

## Formació i jaciments
Molt rarament es forma sota condicions fumaròliques. Sol trobar-se associada a altres minerals com: alum-(K), alunogen, halotriquita, metavoltina, pickeringita, sofre, tamarugita i voltaïta. Va ser descoberta l'any 1849 a la Grotta dello Zolfo, a Miseno, Bacoli (Província de Nàpols, Campània, Itàlia). També ha estat descrita a Cerros Pintados (Regió de Tarapacá, Xile) i a la mina Marcel (Alta Silèsia, Polònia).